# 아름다운 죄 (1997년 드라마)
《아름다운 죄》는 1997년 11월 22일부터 1998년 3월 1일까지 방영된 SBS 주말극장으로, 순결한 아름다움을 가졌지만 내면은 격정적이고 뜨거운 영희와 철수의 이룰 수 없는 비극적인 사랑을 통해 욕망과 증오로 인한 사랑의 또 다른 이면을 보여준 미스터리 멜로 드라마다.

## 줄거리
지방의 소도시에서 아버지와 단둘이 사는 고교 3년생인 철수의 옆집에 여고 2년생인 영희 모녀가 이사온다. 처음 마주친 순간부터 이들은 사랑에 빠지지만 과거 연인 사이였던 철수의 아버지와 영희의 어머니가 재혼을 선언하면서 비극이 시작된다. 부모의 사랑을 위해 자신들의 사랑을 숨긴 채 남매로 살 것을 다짐하지만 한가족으로 살면서 감정을 숨기는 것이 힘겹기만 하다. 영희는 철수에게 이루지 못할 사랑으로 괴로워하지 말고 함께 이 세상을 떠나자고 한다.

## 등장 인물

### 주요 인물
- 정준호 : 김철수 역
- 조은숙 : 김영희 역
- 엄정화 : 박정화 역 - 철수를 짝사랑
- 오대규 : 임병구 역 - 영희를 짝사랑

### 그 외 인물
- 박영규 : 김진섭 역 - 철수의 아버지, 사장
- 이효춘 : 윤정숙 역 - 영희의 어머니, 교수
- 한혜숙 : 도이쟝 역 - 철수의 생모
- 김영옥 : 병구의 할머니 역
- 현석 : 병구의 아버지 역
- 박혜숙 : 병구의 어머니 역
- 박선영 : 소영 역 - 병구를 짝사랑
- 이낙훈 : 박사장 역 - 정화의 아버지
- 홍여진 : 정화의 어머니 역
- 김영철
- 고미영
- 송지은
- 송희아
- 김희정
- 임승대
- 이진아
- 정승곤
- 신동훈

## 편성 변경
- 1997년 12월 7일 : 제15대 대통령 후보 초청 토론회 편성으로 인해 순연되어 10시에 방영
- 1997년 12월 14일 : 제15대 대통령 후보 초청 토론회 편성으로 인해 순연되어 10시에 방영
- 1998년 2월 21일 : 1998년 동계 올림픽 중계방송으로 인해 순연되어 10시에 방영

## 참고 사항
- SBS는 <아름다운 죄>에 앞서 <사랑하니까>(당시 제목은 '아버지와 딸')를 편성할 예정이었지만 SBS 내부에서 반대하는 의견이 많아져[1] 보류되자 해당 드라마를 대체 편성했다.
- 당초 김승우, 이병헌, 손창민, 심은하 등 톱스타들을 물망에 올랐으나 스케줄상의 이유로 출연을 고사한 바 있었다. 또한, 정준호를 캐스팅하는 과정에서 MBC 측과 한때 마찰을 빚었으며 임병구 역 캐스팅에도 혼선을 빚었다.
- 이렇게 되자 SBS는 주말극장 시간에 창사특집 2부작 드라마 <새끼>(97.11.15), 창사특선영화 <미션>(97.11.16)을 대체 편성하는 한편 첫 회가 1997년 11월 22일로 변경됐으며 오대규가 임병구 역으로 낙점되었다.
- 엄정화는 해당 드라마 출연을 위해 KBS 2TV 월화 미니시리즈 <완벽한 남자를 만나는 방법> 섭외를 거절하였다.
- 작가 서영명은 주인공의 이름인 <철수와 영희>를 프로그램 제목으로 희망했으나 SBS 측에서 제목이 가볍다는 결론을 내리게 되어 <아름다운 죄>로 제목을 바꾸었다.
- 이복남매의 이루어질 수 없는 사랑, 살인·자식유기 등 극단적 내용을 다루어[2] 비난을 샀으며, 동시간대 KBS 2TV <아씨> 때문에 10%대 초반의 시청률로 고전을 면치 못하였다.
- 17~18% 시청률로 비교적 선전했음에도 SBS의 부진에 따른 '어부지리' 성격이란 지적을 산 데 이어 "제작비가 많이 든다" "주말극이 너무 많다"는 명분 아래 조기종영(34회)될 위기였으나[3] 이를 위해 1998년 2월 초부터 극의 진행속도가 빨라지면서 25%대의 높은 시청률로 승승장구한 경쟁작 《아씨》의 연장과 시간대 변경설이 제기된 데다, SBS가 1998년 1월 14일부터 《모래시계》를 수목-토일 밤 9시 50분에 재편성하여[4] 진퇴양난 신세가 되자 애초 기획된 50부작에서 30부작으로 20편 축소되었고 1998년 3월 1일에 조기종영되었는데[5] 김세윤 (임종을 맞이하는 형식으로 1998년 1월 31일 빠짐)(아씨의 시아버지 이참봉 역)[6] 여운계 (임종을 맞이하는 형식으로 1998년 1월 11일 하차)(아씨의 시할머니 박씨 역)[7] 등 아씨의 윗세대 인물들이 대거 하차한 뒤 1998년 1월 31일부터 성인 김유미 역으로[8] 《아씨》에 중도합류한 정혜영, 《아씨》에서 송은심 역을 맡았던 이일화가 SBS 공채 탤런트 출신(정혜영-93년 3기 이일화-92년 2기)[9][10]이라 아픔이 두 배였다.
- 담당 PD 김재순은 이 작품을 끝으로 1998년 4월 SBS에 사표를 제출하여 프리를 선언한 후 한동안 대학교수로 활동해 오다가, 2001년 영상천국이란 외주제작사를 설립한 뒤 이 회사에서 만든 KBS 2TV 월화미니시리즈 <미나>로 연출활동을 재개한 바 있었다.